# Bernabé Ferreyra
Pour les articles homonymes, voir Ferreyra.
Bernabé Ferreyra, né le 12 février 1909 à Rufino et mort le 22 mai 1972 , est un footballeur argentin des années 1930. 

## Biographie
Il fut l'un des tout  premiers footballeurs professionnels dans la Fédération d'Argentine de football et connut une grande popularité au point qu'un film fut réalisé au sujet de sa vie.
En 1927, il commence sa carrière au CA Tigre quand le football argentin est encore amateur. En 1932, il est transféré pour une somme record (l'équivalent aujourd'hui de 26 000 €) au CA River Plate, club dans lequel il évoluera jusqu'à sa retraite en 1939.
Durant toute sa carrière, il fut surnommé El Mortero de Rufino (Le Canonnier de Rufino) pour son talent de buteur ou La Fiera (La Bête).
Il remporte trois championnats d'Argentine avec le CA River Plate (1932, 1936 et 1937) dont une où il termine meilleur buteur. Il fait aussi une brève apparition en sélection argentine (4 sélections) sans toutefois disputer de coupe du monde.
Il est l'un des rares footballeurs à avoir une moyenne supérieure à un but par match, en effet il marquera 206 buts en 197 rencontres, au point que le quotidien Critica offrit une récompense au premier gardien qui garderait sa cage inviolée face à Bernabé.